# Kerstin Bohn
Kerstin Bohn (* 29. August 1967, verheiratete Kerstin Wenk) ist eine deutsche Badmintonspielerin.

## Karriere
Kerstin Bohn war eine der fleißigsten Medaillensammlerinnen bei DDR-Nachwuchsmeisterschaften. Mehr als 30 Medaillen konnte sie sich dabei erkämpfen. Auch bei den Erwachsenen riss ihre Erfolgsserie nicht ab. Elf Medaillen gewann sie dort bei den Einzelmeisterschaften, ergänzt um drei Teammedaillen.

## Sportliche Erfolge
| Saison    | Veranstaltung                        | Disziplin   | Platz | Name |
| --------- | ------------------------------------ | ----------- | ----- | --- |
| 1978/1979 | DDR-Einzelmeisterschaft AK 10/11     | Dameneinzel | 3     | Kerstin Bohn (Einheit Greifswald) |
| 1979/1980 | DDR-Einzelmeisterschaft AK 10/11     | Damendoppel | 3     | Kerstin Bohn / Silvia Bugs (Einheit Greifswald / Kühlautomat Berlin) |
| 1979/1980 | DDR-Einzelmeisterschaft AK 10/11     | Dameneinzel | 1     | Kerstin Bohn (Einheit Greifswald) |
| 1979/1980 | DDR-Einzelmeisterschaft AK 10/11     | Mixed       | 1     | Jan Schülke / Kerstin Bohn (Kühlautomat Berlin / Einheit Greifswald) |
| 1980/1981 | DDR-Einzelmeisterschaft AK 12/13     | Mixed       | 3     | Jan Schülke / Kerstin Bohn (Kühlautomat Berlin / Einheit Greifswald) |
| 1980/1981 | DDR-Einzelmeisterschaft AK 12/13     | Damendoppel | 1     | Evelyn Görler / Kerstin Bohn (Wismut Karl-Marx-Stadt / Einheit Greifswald) |
| 1980/1981 | DDR-Einzelmeisterschaft AK 12/13     | Dameneinzel | 1     | Kerstin Bohn (Einheit Greifswald) |
| 1981/1982 | DDR-Mannschaftsmeisterschaft Schüler | Mannschaft  | 1     | Einheit Greifswald (Mike Joseph, Frank Brandenburg, Axel Mews, Kerstin Bohn, Jana Vaupel) |
| 1981/1982 | DDR-Einzelmeisterschaft AK 12/13     | Mixed       | 3     | Mike Joseph / Kerstin Bohn (Einheit Greifswald) |
| 1981/1982 | DDR-Einzelmeisterschaft AK 14/15     | Damendoppel | 3     | Annette Schulz / Kerstin Bohn (Einheit Greifswald) |
| 1981/1982 | DDR-Einzelmeisterschaft AK 12/13     | Damendoppel | 1     | Kerstin Bohn / Turid Goetz (Einheit Greifswald / Einheit Dorfchemnitz) |
| 1981/1982 | DDR-Einzelmeisterschaft AK 12/13     | Dameneinzel | 2     | Kerstin Bohn (Einheit Greifswald) |
| 1982/1983 | DDR-Einzelmeisterschaft AK 16/17     | Damendoppel | 3     | Annette Schulz / Kerstin Bohn (Einheit Greifswald) |
| 1982/1983 | DDR-Einzelmeisterschaft AK 14/15     | Damendoppel | 1     | Kerstin Bohn / Petra Schubert (Einheit Greifswald / Fortschritt Tröbitz) |
| 1982/1983 | DDR-Mannschaftsmeisterschaft Jugend  | Mannschaft  | 2     | Einheit Greifswald (Mike Joseph, Frank Brandenburg, Dirk Fenner, Axel Mews, Kerstin Bohn, Schulz) |
| 1982/1983 | DDR-Einzelmeisterschaft AK 14/15     | Mixed       | 2     | Mike Joseph / Kerstin Bohn (Einheit Greifswald) |
| 1982/1983 | DDR-Einzelmeisterschaft AK 14/15     | Dameneinzel | 1     | Kerstin Bohn (Einheit Greifswald) |
| 1983/1984 | DDR-Einzelmeisterschaft AK 16/17     | Dameneinzel | 3     | Kerstin Bohn (Einheit Greifswald) |
| 1983/1984 | DDR-Einzelmeisterschaft              | Damendoppel | 3     | Kerstin Bohn / Heike Franke (Einheit Greifswald / Rotation Erfurt) |
| 1983/1984 | DDR-Mannschaftsmeisterschaft Jugend  | Mannschaft  | 2     | Einheit Greifswald (Mike Joseph, Axel Mews, Frank Brandenburg, Kerstin Bohn) |
| 1983/1984 | DDR-Einzelmeisterschaft AK 16/17     | Mixed       | 2     | Mike Joseph / Kerstin Bohn (Einheit Greifswald) |
| 1983/1984 | DDR-Mannschaftsmeisterschaft         | Mannschaft  | 1     | Einheit Greifswald (Erfried Michalowsky, Edgar Michalowski, Norbert Michalowsky, Thomas Mundt, Klaus Müller, Frank Brandenburg, Uwe Kämmer, Mike Joseph, Petra Michalowsky, Birgit Kämmer, Kerstin Bohn) |
| 1983/1984 | DDR-Einzelmeisterschaft AK 14/15     | Damendoppel | 1     | Kerstin Bohn / Jacqueline Bolduan (Einheit Greifswald / Empor Brandenburger Tor Berlin) |
| 1983/1984 | DDR-Einzelmeisterschaft AK 14/15     | Dameneinzel | 1     | Kerstin Bohn (Einheit Greifswald) |
| 1983/1984 | DDR-Einzelmeisterschaft AK 14/15     | Mixed       | 1     | Mike Joseph / Kerstin Bohn (Einheit Greifswald) |
| 1983/1984 | DDR-Einzelmeisterschaft AK 16/17     | Damendoppel | 1     | Heike Franke / Kerstin Bohn (Rotation Erfurt / Einheit Greifswald) |
| 1984/1985 | DDR-Mannschaftsmeisterschaft Jugend  | Mannschaft  | 1     | Einheit Greifswald (Mike Joseph, Axel Mews, Jens Thonack, Kerstin Bohn) |
| 1984/1985 | DDR-Einzelmeisterschaft AK 16/17     | Mixed       | 3     | Axel Mews / Kerstin Bohn (Einheit Greifswald) |
| 1984/1985 | DDR-Einzelmeisterschaft AK 16/17     | Dameneinzel | 1     | Kerstin Bohn (Einheit Greifswald) |
| 1984/1985 | DDR-Einzelmeisterschaft AK 16/17     | Damendoppel | 1     | Petra Schubert / Kerstin Bohn (Fortschritt Tröbitz / Einheit Greifswald) |
| 1984/1985 | DDR-Einzelmeisterschaft              | Damendoppel | 3     | Kerstin Bohn / Petra Schubert (Einheit Greifswald / Fortschritt Tröbitz) |
| 1985      | Bulgarian International              | Damendoppel | 1     | Monika Cassens / Kerstin Bohn |
| 1985/1986 | DDR-Einzelmeisterschaft              | Dameneinzel | 2     | Kerstin Bohn (Einheit Greifswald) |
| 1985/1986 | DDR-Einzelmeisterschaft AK 16/17     | Mixed       | 3     | Axel Mews / Kerstin Bohn (Einheit Greifswald) |
| 1985/1986 | DDR-Einzelmeisterschaft AK 16/17     | Damendoppel | 1     | Petra Schubert / Kerstin Bohn (Fortschritt Tröbitz / Einheit Greifswald) |
| 1985/1986 | DDR-Einzelmeisterschaft AK 16/17     | Dameneinzel | 1     | Kerstin Bohn (Einheit Greifswald) |
| 1986/1987 | DDR-Mannschaftsmeisterschaft         | Mannschaft  | 3     | Einheit Greifswald II (Mike Joseph, Axel Mews, Jens Thonack, Thomas Greeck, Angela Michalowski, Kerstin Bohn, Sandra Kraft, Christine Retzlaff)                                                          |
| 1986/1987 | DDR-Einzelmeisterschaft              | Damendoppel | 3     | Petra Tobien / Kerstin Bohn (Kühlautomat Berlin / Einheit Greifswald) |
| 1986/1987 | DDR-Einzelmeisterschaft              | Dameneinzel | 3     | Kerstin Bohn (Einheit Greifswald) |
| 1987/1988 | DDR-Einzelmeisterschaft              | Damendoppel | 3     | Angela Michalowski / Kerstin Bohn (Einheit Greifswald) |
| 1987/1988 | DDR-Mannschaftsmeisterschaft         | Mannschaft  | 3     | Einheit Greifswald II (Joachim Schimpke, Thomas Greeck, Jens Thonack, Norbert Michalowsky, Angela Michalowski, Kerstin Bohn, Petra Schubert)                                                             |
| 1987/1988 | DDR-Einzelmeisterschaft              | Dameneinzel | 3     | Kerstin Bohn (Einheit Greifswald) |
| 1988/1989 | DDR-Einzelmeisterschaft              | Damendoppel | 2     | Angela Michalowski / Kerstin Bohn (Einheit Greifswald) |
| 1988/1989 | DDR-Einzelmeisterschaft              | Dameneinzel | 2     | Kerstin Bohn (Einheit Greifswald) |
| 1989/1990 | DDR-Mannschaftsmeisterschaft         | Mannschaft  | 1     | Einheit Greifswald (Thomas Mundt, Edgar Michalowsky, Erfried Michalowsky, André Wiechmann, Mike Joseph, Petra Michalowsky, Kerstin Bohn)                                                                 |
| 1989/1990 | DDR-Einzelmeisterschaft              | Dameneinzel | 2     | Kerstin Bohn (Einheit Greifswald) |
| 1989/1990 | DDR-Einzelmeisterschaft              | Damendoppel | 2     | Angela Michalowski / Kerstin Bohn (Einheit Greifswald) |